# Alicia Bozon
Alicia Bozon (Chambray-lès-Tours, 1 de junio de 1984) es una deportista francesa que compitió en natación.
Ganó una medalla de bronce en el Campeonato Europeo de Natación de 2000, en la prueba de 4 × 200 m libre. Participó en los Juegos Olímpicos de Sídney 2000, ocupando el octavo lugar en la misma prueba.

## Palmarés internacional
| Campeonato Europeo | Campeonato Europeo   | Campeonato Europeo | Campeonato Europeo |
| Año                | Lugar                | Medalla            | Prueba             |
| ------------------ | -------------------- | ------------------ | ------------------ |
| 2000               | Helsinki (Finlandia) | Medalla de bronce  | 4 × 200 m libre    |